# Сикисима (стадион)
«Сикисима» (яп. 群馬県立敷島公園県営陸上競技場) — стадион, расположенный в городе Маэбаси, префектура Гумма, Япония. Является домашней ареной клуба Джей-лиги «Зеспа Кусацу». Стадион вмещает 10 050 зрителей и был открыт в марте 1951 года.

## История
Стадион был открыт в 1951 году. В 2006 он был реконструирован, чтобы соответствовать требованиям к стадионам Джей-лиги.
Кроме футбольных матчей на стадионе проводятся легкоатлетические соревнования.

## Транспорт
- Линия Рёмо: станция Маэбаси — автобусные маршруты и такси.